# فهرست کلیساهای ارمنی در ایران

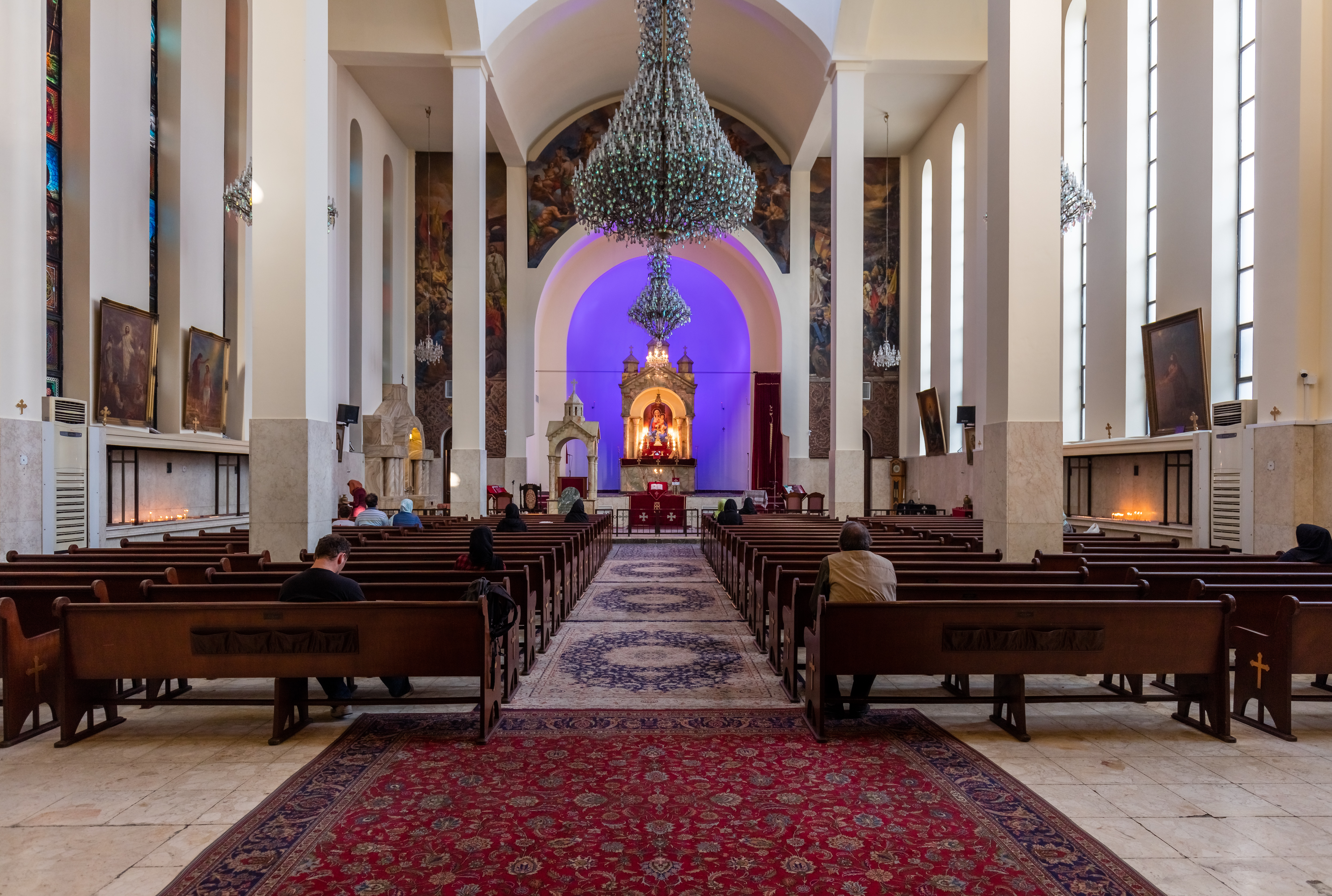
کلیسای سرکیس مقدس، یک کلیسای ارمنی واقع در خیابان کریم‌خان زند در تهران است. کلیسا در سال ۱۳۴۹ توسط اوژن آفتاندلیانس، معمار ارمنی‌تبار ایرانی، طراحی و بنا شد. کلیسای سرکیس مقدس، همچون دیگر کلیساهای ارمنی، در جهت شرقی-غربی ساخته شده و محراب کلیسا در بخش شرقی ساختمان واقع شده‌است.

کلیساهای ارمنیان با سبک معماری خاصی که دارند، به راحتی از کلیساهای سایر فرقه‌های مسیحیت تمیز داده می‌شوند. مهمترین شاخص سبک معماری کلیساهای ارمنی گنبد آن است. گنبد کلیساهای ارمنی بیشتر مخروطی شکل است. این کلیساها بدون استثناء در جهت شرقی - غربی ساخته می‌شوند. محراب کلیسا‌ها در بخش شرقی آن است و از سطح صحن کلیسا مرتفع تر است. دو ردیف پلکان، که در جوار دیوارهای شمالی و جنوبی ساخته می‌شود، راه ورود به محراب است. پلان کلیساهای ارمنی بیشتر صلیبی شکل است ولی برخی از کلیساها دارای پلان بازیلیکا هستند، یعنی صحن داخلی کلیسا در طول، به وسیله چند ردیف ستون به سه ناو تقسیم می‌شود. 
کلیساهای ارمنیان ایران را می‌توان به سه گروه اصلی تقسیم کرد:
- کلیساهایی که پیش از سده چهاردهم میلادی ساخته شده‌اند.
- کلیساهای روزگار صفوی
- کلیساهای سده‌های نوزدهم و بیستم میلادی

کلیساهایی که پیش از سده چهاردهم میلادی ساخته شده‌اند بیشتر در آذربایجان هستند. این کلیساها با سنگ تراشیده شده بنا گردیده‌اند. کلیساهای دوره صفوی در اصفهان، شیراز و بوشهر ساخته شده‌اند. کلیساهای اصفهان با آجر و خشت خام بنا گردیده‌اند و گنبد آن‌ها گرد و مدور است. کلیساهای سده‌های نوزدهم و بیستم میلادی، با رعایت سبک معماری ارمنی، در اکثر شهرهایی که ارمنیان در آن‌ها سکونت دارند ساخته شده‌است.

## کلیساهای تهران
| ردیف | نام کلیسا                               | نام محل                            | تاریخ ساخت  | وضعیت کنونی |
| ---- | --------------------------------------- | ---------------------------------- | ----------- | ----------- |
| ۱    | کلیسای تادئوس و بارتوقیمئوس مقدس        | بازار تهران                        | ۱۸۰۸ میلادی | نیمه دایر   |
| ۲    | کلیسای میناس مقدس                       | ونک، کوچه قلعه ارامنه              | ۱۸۵۶ میلادی | نیمه دایر   |
| ۳    | کلیسای سورپ گئورگ                       | بازارچه قوام الدوله                | ۱۸۸۲ میلادی | نیمه دایر   |
| ۴    | کلیسای کوچک مریم مقدس                   | گورستان ارامنه تهران               | ۱۹۳۶ میلادی | تعطیل       |
| ۵    | کلیسای مریم مقدس                        | خیابان میرزا کوچک خان              | ۱۹۴۵ میلادی | دایر        |
| ۶    | کلیسای تارگمانچاتس مقدس یا مترجمان مقدس | خیابان وحیدیه                      | ۱۹۶۸ میلادی | دایر        |
| ۷    | کلیسای سرکیس مقدس                       | خیابان کریمخان زند                 | ۱۹۷۰ میلادی | دایر        |
| ۸    | کلیسای کوچک استپانوس مقدس               | گورستان ارامنه تهران (جاده خراسان) | ۱۹۷۴ میلادی | دایر        |
| ۹    | کلیسای گریگور لوساووریچ مقدس            | مجیدیه                             | ۱۹۸۳ میلادی | دایر        |
| ۱۰   | کلیسای وارتان مقدس                      | حشمتیه                             | ۱۹۸۶ میلادی | دایر        |
| ۱۱   | کلیسای کوچک صلیب مقدس                   | ورزشگاه آرارات                     | ۱۹۸۷ میلادی | دایر        |

کلیساهای دیگر تهران شامل:
«کلیسای انجیلی پطروس مقدس» در خیابان جمهوری، خیابان سی تیر، سال ۱۸۹۱ میلادی توسط میسیونرهای پروتستان بنا گردیده‌است. «کلیسای حضرت توما» متعلق به آشوریان پروتستان در خیابان کارگر شمالی، خیابان خسرو، سال ۱۹۵۹ میلادی بنا گردیده‌است. «کلیسای حضرت یوسف» متعلق به آشوریان کاتولیک در خیابان انقلاب، خیابان فرصت، سال ۱۹۵۰ میلادی بنا گردیده‌است. «کلیسای آشوری مارگیورگیز»، خیابان انقلاب، خیابان کارگر جنوبی، خیابان ساعد آقابالازاده، سال ۱۹۶۱ میلادی بنا گردیده‌است.

## کلیساهای اصفهان

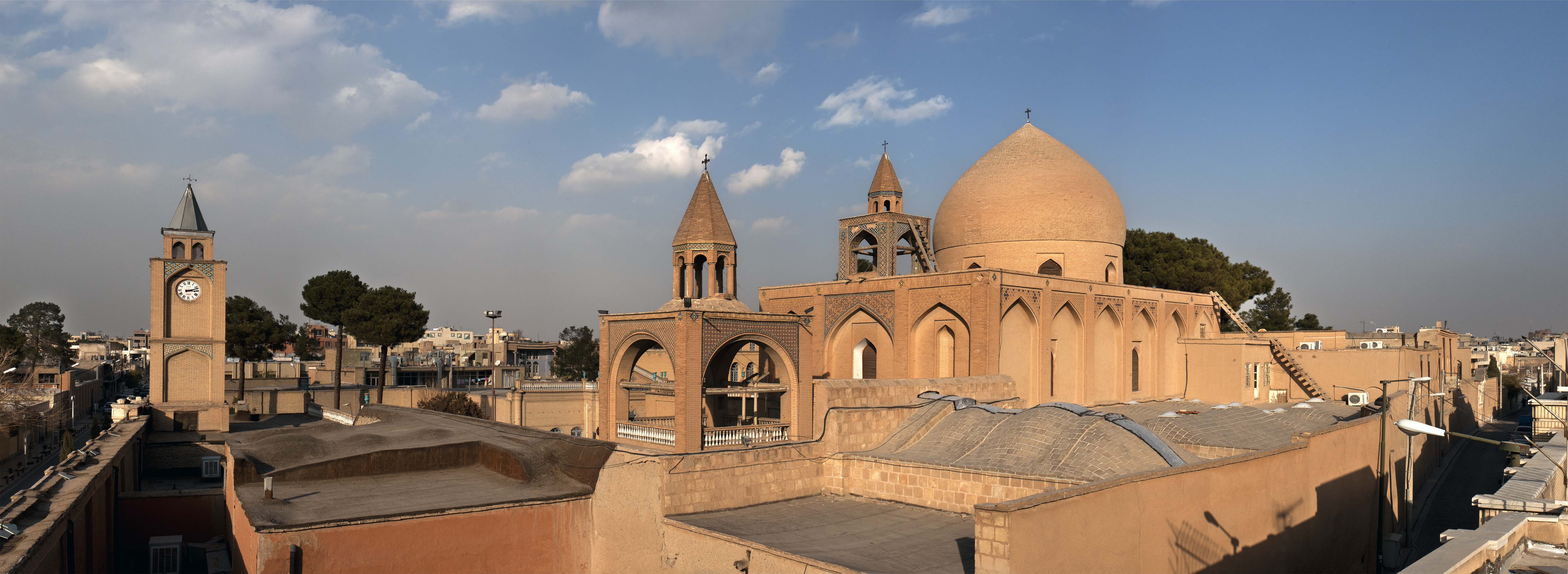
کلیسای وانک یا آمنا پرکیج

| ردیف | نام کلیسا                     | نام محل                                                       | تاریخ ساخت            | وضعیت کنونی            |
| ---- | ----------------------------- | ------------------------------------------------------------- | --------------------- | ---------------------- |
| ۱    | کلیسای بیت لحم (اصفهان)       | اصفهان، خیابان شرقی، میدان بزرگ جلفا                          | دوره صفوی             | دایر                   |
| ۲    | کلیسای سرکیس                  | اصفهان، جلفا محله ایروان، خیابان خاقانی، کوچه نمازخانه ایروان | دوره صفوی             | دایر                   |
| ۳    | کلیسای کاتارینه               | اصفهان، جلفا، محله چهارسو، خیابان خاقانی، کوچه رامین          | دوره صفوی             | دایر                   |
| ۴    | کلیسای کاتولیک‌ها (اصفهان)     | اصفهان، محله جلفا، خیابان حکیم نظامی، کوچه کاتولیکها          | دوره صفوی             | دایر                   |
| ۵    | کلیسای گئورگ                  | خیابان حکیم نظامی جلفا                                        | ۱۶۱۱ میلادی           | دایر                   |
| ۶    | کلیسای گریگور (لوسارویچ مقدس) | اصفهان، محله جلفا، خیابان خاقانی، کوچه میدان کوچک             | دوره صفوی             | دایر                   |
| ۷    | کلیسای مریم و هاکوپ           | اصفهان، محله جلفا، خیابان نظر شرقی، میدان بزرگ                | دوره صفوی             | دایر                   |
| ۸    | کلیسای میناس                  | اصفهان، جلفا، محله تبریزیها، کوچه تبریزیها                    | ۱۶۵۹ میلادی           | دایر                   |
| ۹    | کلیسای نرسس                   | اصفهان، جلفا، محله سنگتراش‌ها                                  | ۱۶۶۱ میلادی           | دایر                   |
| ۱۰   | کلیسای نیکاغایوس              | اصفهان، جلفا، محله قاراکل، کوچه خواجه عابد                    | ۱۶۳۰ میلادی           | دایر                   |
| ۱۱   | کلیسای وانک                   | محله جلفا (اصفهان)                                            | ۱۶۵۵ میلادی           | دایر                   |
| ۱۲   | کلیسای یوحنا                  | اصفهان، جلفا، خیابان خاقانی، کوچه چهارسو                      | دوره صفوی             | دایر                   |
| ۱۳   | کلیسای مریم مقدس              | روستای خویگان علیا                                            | ۱۸۲۲ میلادی           | نیمه دایر              |
| ۱۴   | کلیسای حضرت یوحنا             | منطقه فریدن-روستای خویگان علیا                                | دوره صفوی             | نیمه دایر              |
| ۱۵   | کلیسای هُوْهانِس مقدس            | فریدن-روستای خویگان علیا                                      | ۱۶۱۰ میلادی           | نیمه دایر              |
| ۱۶   | کلیسای نرسس مقدس              | فریدن-روستای خویگان علیا                                      | ۱۹۱۷ میلادی           | نیمه دایر              |
| ۱۷   | کلیسای قوکاس مقدس             | فریدن-بولوران                                                 | سده هجدهم             | نیمه دایر              |
| ۱۸   | کلیسای گئورک مقدس             | فریدن-سواران (فریدن)                                          | ۱۸۶۰ میلادی           | تعطیل                  |
| ۱۹   | کلیسای استپانوس مقدس          | فریدن                                                         | ۱۸۸۷ میلادی           | تعطیل                  |
| ۲۰   | کلیسای نشان مقدس              | فریدن                                                         | سده نوزدهم            | تعطیل                  |
| ۲۱   | کلیسای سارگیس مقدس            | محلهٔ هاکوپجان                                                 | ۱۶۰۹ میلادی           | در طی زمان از بین رفته |
| ۲۲   | کلیسای نازارِت مقدس            | میدان بزرگ جلفا                                               | ۱۶۱۱ میلادی           | در طی زمان از بین رفته |
| ۲۳   | کلیسای آنانیای مقدس           | محله هاکوپجان                                                 | سده هفدهم میلادی      | در طی زمان از بین رفته |
| ۲۴   | کلیسای هاکوپ مقدس             | محله میدان بزرگ                                               | ۱۶۳۲ میلادی           | در طی زمان از بین رفته |
| ۲۵   | کلیسای هاکوپ مقدس             | محله هاکوپجان                                                 | ۱۶۶۶ میلادی           | در طی زمان از بین رفته |
| ۲۶   | کلیسای تُومای مقدس             | قسمت شمالی خیابان نظر، حد فاصل خیابان حکیم نظامی و پل مارون   | ۱۶۹۵ میلادی           | در طی زمان از بین رفته |
| ۲۷   | کلیسای هُوهاننِس مقدس           | قسمت شمالی خیابان نظر، حد فاصل خیابان حکیم نظامی و پل مارون   | ۱۶۹۷ میلادی           | در طی زمان از بین رفته |
| ۲۸   | کلیسای ماریام (مریم) مقدس     | محله مارون و گاسک                                             | سده هفدهم میلادی      | در طی زمان از بین رفته |
| ۲۹   | کلیسای ماریام (مریم) مقدس     | محله ایروانی‌ها                                                | نیمه سده هفدهم میلادی | در طی زمان از بین رفته |
| ۳۰   | کلیسای سورب هوگی (روح القدس)  | محله میدان بزرگ                                               | ؟                     | در طی زمان از بین رفته |
| ۳۱   | کلیسای میناس مقدس             | محله مارون و گاسک                                             | ؟                     | در طی زمان از بین رفته |

## کلیساهای آذربایجان شرقی
| ردیف | نام کلیسا                       | نام محل                                      | تاریخ ساخت                | وضعیت کنونی          |
| ---- | ------------------------------- | -------------------------------------------- | ------------------------- | -------------------- |
| ۱    | کلیسای مریم مقدس (تبریز)        | محلهٔ قالا-قلعه                               | ۱۷۸۲ میلادی               | دایر                 |
| ۲    | کلیسای مریم ننه                 | محله مارالان                                 | سدهٔ هجدهم و نوزدهم میلادی | دایر                 |
| ۳    | کلیسای سرکیس مقدس (تبریز)       | محله لیلاوا                                  | ۱۸۲۱ میلادی               | دایر                 |
| ۴    | کلیسای هوانس مقدس               | دروازه طاق                                   | نامشخص                    | ویران شده            |
| ۵    | کلیسای وار وارا                 | موجومبار                                     | سدهٔ هجدهم میلادی          | نیمه دایر            |
| ۶    | کلیسای موجومبار یا سنت هریپسیمه | روستای موجومبار                              | سدهٔ دوازدهم میلادی        | نیمه دایر            |
| ۷    | کلیسای سورپ انرویت              | موجومبار                                     | سدهٔ نوزدهم میلادی         | تعطیل                |
| ۸    | کلیسای شوغاگات مقدس             | گورستان ارامنهٔ تبریز در ابتدای خیابان امامیه | ۱۸۵۶ میلادی               | دایر                 |
| ۹    | کلیسای هوانس مقدس               | سهرل                                         | سدهٔ نوزدهم میلادی         | تعطیل                |
| ۱۰   | کلیسای گریگور                   | الجامک                                       | سدهٔ هجدهم میلادی          | تبدیل به مسجد شده‌است |
| ۱۱   | کلیسای پیر                      | میناور                                       | نامشخص                    | تعطیل                |
| ۱۲   | کلیسای سورپ سرکیس               | دهخوارقان                                    | سدهٔ شانزدهم میلادی        | ویران شده            |

| ردیف | نام کلیسا                 | نام محل | تاریخ ساخت       | وضعیت کنونی |
| ---- | ------------------------- | ------- | ---------------- | ----------- |
| ۱    | کلیسای هوانس مقدس         | -       | سدهٔ هجدهم میلادی | تعطیل       |
| ۲    | کلیسای بوغوس              | -       | سدهٔ هجدهم میلادی | ویران شده   |
| ۳    | کلیسای سرکیس              | -       | سدهٔ هجدهم میلادی | ویران شده   |
| ۴    | کلیسای حضرت مریم پهراوا   | -       | سدهٔ هجدهم میلادی | نیمه ویران  |
| ۵    | کلیسای سرکیس مقدس آغاجاری | -       | سدهٔ هجدهم میلادی | نیمه ویران  |

| ردیف | نام کلیسا                   | نام محل | تاریخ ساخت                 | وضعیت کنونی |
| ---- | --------------------------- | ------- | -------------------------- | ----------- |
| ۱    | کلیسای استفانوس مقدس        | -       | سده نهم میلادی             | دایر        |
| ۲    | کلیسای مریم‌مقدس دره‌شام      | -       | سدهٔ شانزدهم میلادی         | تعطیل       |
| ۳    | کلیسای گئورگ مقدس           | -       | سدهٔ نوزدهم میلادی          | -           |
| ۴    | کلیسای سرکیس مقدس           | -       | سدهٔ شانزدهم و هفدهم میلادی | -           |
| ۵    | کلیسای آندریاس              | -       | -                          | ویران شده   |
| ۶    | کلیسای چوپان                | -       | ۱۸۳۶ میلادی                | نیمه دایر   |
| ۷    | زیارتگاه‌های هوانس مقدس      | -       | سدهٔ هجدهم میلادی           | -           |
| ۸    | کلیسای مریم مقدس جلفای قدیم |         | سدهٔ نوزدهم میلادی          | ویران شده   |
| ۹    | وانک آمناپرگیچ              |         | سدهٔ چهاردهم میلادی         | ویران شده   |

| ردیف | نام کلیسا                   | نام محل | تاریخ ساخت       | وضعیت کنونی          |
| ---- | --------------------------- | ------- | ---------------- | -------------------- |
| ۱    | کلیسای کوچک روستای آغاخان   | -       | نامشخص           | -                    |
| ۲    | کلیسای کوچک روستای خانقاه   | -       | سدهٔ هجدهم میلادی | -                    |
| ۳    | کلیسای کوچک روستای قشواق    | -       | سدهٔ هجدهم میلادی | -                    |
| ۴    | کلیسای کوچک روستای غولودی   | -       | سدهٔ هجدهم میلادی | -                    |
| ۵    | کلیسای کوچک روستای گرماناو  | -       | نامشخص           | -                    |
| ۶    | کلیسای کوچک روستای گزمیمت   | -       | نامشخص           | -                    |
| ۷    | کلیسای کوچک روستای میلکی دی | -       | نامشخص           | -                    |
| ۸    | کلیسای کوچک روستای نپشت     | -       | نامشخص           | -                    |
| ۹    | کلیسای کوچک روستای کلاً لا   | -       | نامشخص           | -                    |
| ۱۰   | کلیسای کوچک روستای اوغان    | -       | نامشخص           | -                    |
| ۱۱   | کلیسای کوچک روستای امره دول | -       | نامشخص           | -                    |
| ۱۲   | کلیسای کوچک روستای سوا هوخ  | -       | نامشخص           | -                    |
| ۱۳   | کلیسای کوچک روستای وارطاناش | -       | نامشخص           | -                    |
| ۱۴   | کلیسای کوچک روستای وینه     | -       | سدهٔ هفدهم میلادی | تبدیل به مسجد شده‌است |
| ۱۵   | کلیسای کوچک روستای کاراگلوخ | -       | سدهٔ هجدهم میلادی | -                    |
| ۱۶   | کلیسای کوچک روستای قاسموشن  | -       | سدهٔ هفدهم میلادی | -                    |
| ۱۷   | کلیسای کوچک روستای تازه کند | -       | سدهٔ هجدهم میلادی | -                    |
| ۱۸   | کلیسای کوچک روستای لوما     | -       | نامشخص           | -                    |
| ۱۹   | کلیسای کوچک روستای هوژعلیا  | -       | نامشخص           | -                    |
| ۲۰   | کلیسای کوچک روستای اوکوتون  | -       | نامشخص           | -                    |

## کلیساهای آذربایجان غربی

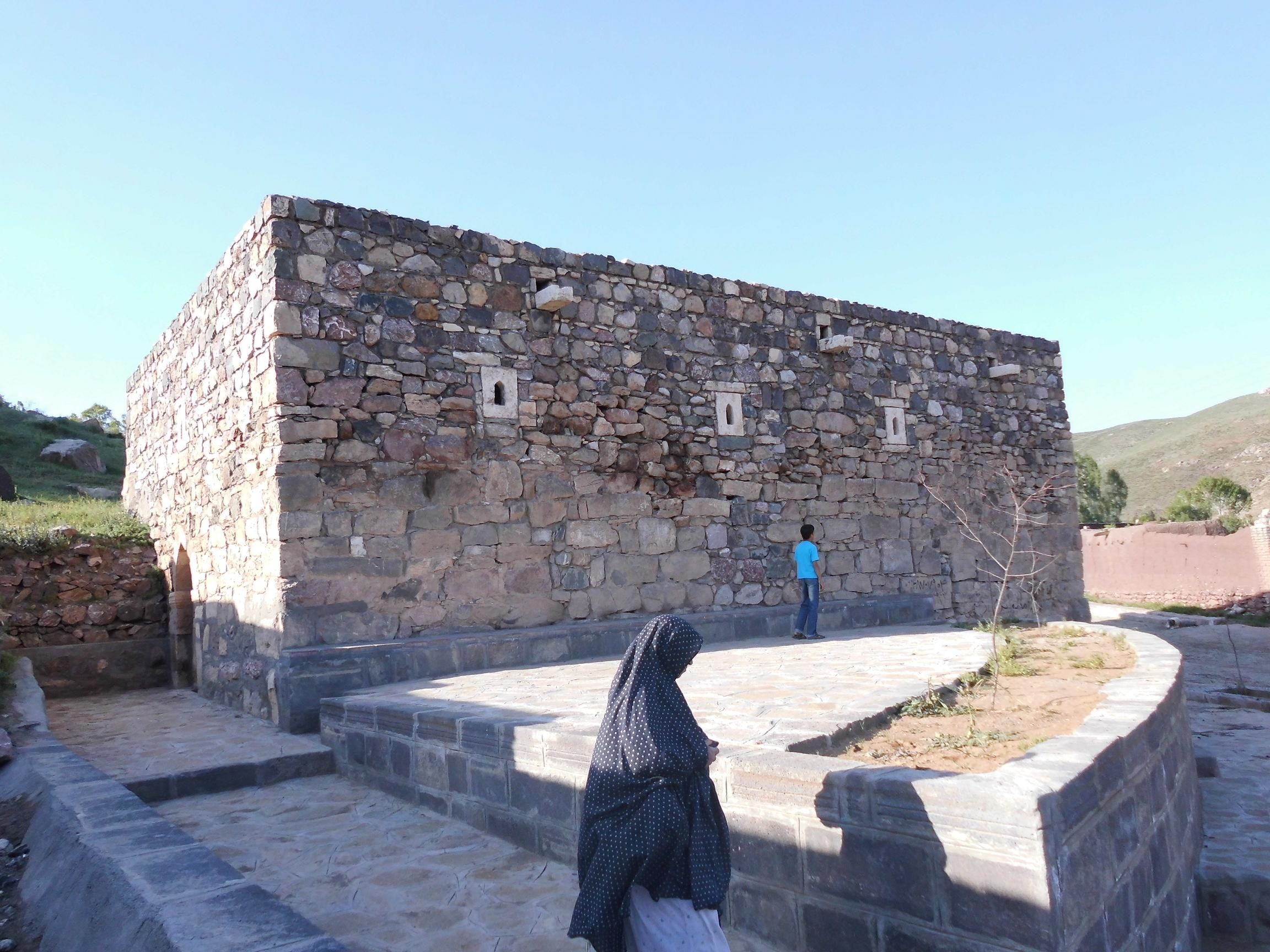
کلیسای قریس خوی

به‌طور کلی تشخیص و تعیین کلیساهایی که از بدو نشر مسیحیت در ایران توسط ارمنیان در این سرزمین به وجود آمده‌است بسیار مشکل و شاید غیرممکن می‌نماید. لیکن آن تعداد از کلیساها که شناسایی شده‌اند را می‌توان به‌طور خلاصه به سه دورهٔ اصلی تقسیم‌بندی نمود:
- کلیساهایی که از اول نشر مسیحیت الی سده ۱۳–۱۴ و نیمهٔ دوم سده ۱۵ میلادی به وجود آمده‌اند.
- کلیساهایی که در دورهٔ صفویه تا قاجاریه ساخته شده‌اند.
- کلیساهایی که در سده ۱۹ و ۲۰ میلادی بنا شده‌اند.

«اکثر کلیساهای ذیل مربوط به حدود سده هجدهم میلادی و از طرفی اکثر آن‌ها ویران یا نیمه ویران‌اند و بقایای آن‌ها موجود نیست.»
«در شهرستان سلماس تاکنون بیش از ۳۹ کلیسای ارمنی شناسایی شده که عمدتاً در محدودهٔ زمانی بین سده‌های سیزدهم تا نوزدهم میلادی ساخته شده‌اند. متأسفانه بیشتر آن‌ها به مرور زمان چنان ویران شده‌اند که امروزه هیچ اثری از آن‌ها برجای نمانده‌است. از این میان تنها سه کلیسا به نام‌های گئورگ مقدس روستای هفتوان ـ (به شمارهٔ۴۸۴۲)، و کلیسای مریم مقدس روستای آفتارخانه در پنج کیلومتری جادهٔ سلماس به ارومیه (به شمارهٔ۲۰۳۷)، و کلیسای روستای قزلجه (به شمارهٔ۴۸۴۱) در فهرست آثار ملی کشور به ثبت رسیده‌اند.»
«در شهرستان ارومیه و روستاهای حومه آن تاکنون بیش از چهل کلیسای تاریخی ارمنی شناسایی شده‌است که اغلب آن‌ها را در سده‌های هفدهم تا نوزدهم میلادی ساخته‌اند. متأسفانه بیشتر کلیساهای این شهرستان نیز به مرور زمان و در اثر عدم توجه ویران شده‌اند و اثری از آن‌ها بر جای نمانده‌است. تنها کلیسای ارمنی این شهرستان که تاکنون در فهرست آثار ملی کشور (به شمارهٔ۱۶۵۰) به ثبت رسیده، کلیسای پطرس مقدس روستای قره باغ از توابع دهستان انزلی شمالی بخش انزل است.»
«در شهرستان نقده و حومهٔ آن تاکنون تنها چهار کلیسای ارمنی شناسایی شده (کلیسای حضرت مریم در محله آقابیگلو-کلیسای هُوْهانِس مقدس در محله ماماجار-کلیسای سرکیس مقدس در محله نقده (داخل شهر))، که امروزه از هیچ‌کدام اثری برجای نمانده‌است.»
«در شهرستان میاندوآب تاکنون تنها سه کلیسای ارمنی شناسایی شده‌است که هر سه به سده هجدهم میلادی تعلق دارند. (کلیسای هُوْهانِس مقدس در محله قره ویران-کلیسای گئورگ مقدس در میاندوآب (داخل شهر)-کلیسای حضرت مریم در محله تقی‌آباد)، امروزه از هیچ‌کدام اثری بر جای نمانده‌است.»
| ردیف | نام کلیسا                      | نام محل                                | تاریخ ساخت              | وضعیت کنونی |
| ---- | ------------------------------ | -------------------------------------- | ----------------------- | ----------- |
| ۱    | کلیسای پطرس مقدس یا قره باغ    | حومهٔ ارومیه                            | ۱۶۵۵ میلادی             | سالم        |
| ۲    | کلیسای مردآباد                 | حومهٔ ارومیه                            | -                       | -           |
| ۳    | کلیسای محله کهنه               | خوی                                    | -                       | -           |
| ۴    | کلیسای سورپ سرکیس              | خوی                                    | قرون چهارم و نهم میلادی | نیمه دایر   |
| ۵    | کلیسای صلیب مقدس (سورپ خاچ)    | حومهٔ خوی روستای ملهذان                 | ۱۶۵۶ میلادی             | تعطیل       |
| ۶    | کلیسای آواجیق یا کندی          | حومهٔ خوی                               | -                       | ویران       |
| ۷    | کلیسای مریم مقدس یا قریس       | حومهٔ خوی                               | سده ۱۶ میلادی           | نسبتاً سالم  |
| ۸    | کلیسای سرکیس مقدس یا فنایی     | حومهٔ خوی                               | قرن‌های ۱۶ و ۱۷ میلادی   | نسبتاً سالم  |
| ۹    | کلیسای دیزه                    | حومهٔ خوی                               | -                       | ویران       |
| ۱۰   | کلیسای مریم مقدس (روح القدس)   | شمال روستای قریس                       | سده ۱۶ میلادی           | تعطیل       |
| ۱۱   | کلیسای چورس                    | قره ضیاالدین                           | -                       | -           |
| ۱۲   | کلیسای دره شام                 | قره ضیاالدین                           | -                       | -           |
| ۱۳   | کلیسای هفتوان                  | حومهٔ سلماس                             | اواخر دوره صفوی         | تعطیل       |
| ۱۴   | کلیسای سرنیق                   | حومهٔ سلماس                             | -                       | -           |
| ۱۵   | کلیسای سور                     | حومهٔ سلماس                             | -                       | -           |
| ۱۶   | کلیسای پکاچیک                  | حومهٔ سلماس                             | -                       | -           |
| ۱۷   | کلیسای قلعهٔ سربنا              | حومهٔ سلماس                             | -                       | -           |
| ۱۸   | کلیسای مارسرگیز                | حومهٔ سلماس                             | -                       | -           |
| ۱۹   | کلیسای سرکیس مقدس یا درشک      | حومهٔ سلماس                             | ۱۴۰۰ میلادی             | نیمه ویران  |
| ۲۰   | کلیسای قزلجه                   | حومهٔ سلماس روستای قزلجه                | دوره قاجار              | نیمه ویران  |
| ۲۱   | کلیسای سرکیس مقدس یا گل اوزان  | حومهٔ سلماس                             | سده ۱۸ میلادی           | ویران       |
| ۲۲   | کلیسای مریم مقدس یا آفتارخان   | حومهٔ سلماس                             | دوره صفوی               | نسبتاً سالم  |
| ۲۳   | کلیسای زاویه جیک               | حومهٔ سلماس                             | -                       | -           |
| ۲۴   | کلیسای گیلذان                  | حومهٔ سلماس                             | -                       | -           |
| ۲۵   | کلیسای تازهشهر                 | حومهٔ سلماس                             | -                       | -           |
| ۲۶   | کلیسای ننه مریم سوره           | حومهٔ سلماس                             | -                       | -           |
| ۲۷   | کلیسای آخته خانه               | حومهٔ سلماس روستای آخته خانه            | ۱۸۹۰ میلادی             | تعطیل       |
| ۲۸   | کلیسای چهریق                   | حومهٔ سلماس                             | -                       | -           |
| ۲۹   | کلیسای حضرت مریم یا شیطان آباد | حومهٔ سلماس                             | ۱۷۰۸ میلادی             | ویران       |
| ۳۰   | کلیسای گلشان                   | حومهٔ سلماس                             | -                       | -           |
| ۳۱   | کلیسای سنگی محلم               | حومهٔ سلماس                             | ۱۸۸۰ میلادی             | نیمه ویران  |
| ۳۲   | کلیسای خشتی محلم               | حومهٔ سلماس                             | -                       | -           |
| ۳۳   | کلیسای سرای ملک                | حومهٔ سلماس                             | -                       | -           |
| ۳۴   | کلیسای مریم مقدس یا آیان       | حومهٔ سلماس                             | سده ۱۸ میلادی           | نسبتاً سالم  |
| ۳۵   | کلیسای کوچشمک                  | حومهٔ سلماس                             | -                       | -           |
| ۳۶   | کلیسای پته ویر                 | حومهٔ سلماس                             | -                       | -           |
| ۳۷   | کلیسای سرکیس مقدس              | حومهٔ سلماس                             | ۱۸۰۶ میلادی             | نیمه ویران  |
| ۳۸   | کلیسای سهرقه (سهرل)            | شهرستان شبستر، بخش صوفیان، روستای سهرل | ۱۸۴۰ میلادی             | تعطیل       |
| ۳۹   | کلیسای گئورگ مقدس              | روستای هفتوان از شهرستان سلماس         | ۱۶۵۲ میلادی             | تعطیل       |
| ۴۰   | کلیسای صخره‌ای صعدل             | چالدران                                | -                       | -           |
| ۴۱   | کلیسای خرابه شرق ماکو          | چالدران                                | ۱۶۵۲ میلادی             | -           |
| ۴۲   | قره کلیسا                      | چالدران                                | دوره صفوی               | دایر        |
| ۴۳   | کلیسای زور زور                 | چالدران                                | دوره صفوی               | نیمه دایر   |

## کلیساهای قزوین و روستاهای اطراف آن
| ردیف | نام کلیسا            | نام محل             | تاریخ ساخت       | وضعیت کنونی |
| ---- | -------------------- | ------------------- | ---------------- | ----------- |
| ۱    | کلیسای هریپسیمه مقدس | قزوین               | ۱۹۳۶ میلادی      | نیمه دایر   |
| ۲    | کلیسای صلیب مقدس     | خرقان، ینگی قلعه    | سده هجدهم میلادی | نیمه دایر   |
| ۳    | کلیسای سیمون مقدس    | خرقان، لار          | سده هجدهم میلادی | نیمه دایر   |
| ۴    | کلیسای مریم مقدس     | خرقان، چناقچی پائین | سده هجدهم میلادی | نیمه دایر   |
| ۵    | کلیسای سرکیس مقدس    | خرقان، چناقچی بالا  | ۱۷۳۵ میلادی      | نیمه دایر   |

## کلیساها در مناطق دیگر
| ردیف | نام کلیسا                    | نام محل                                                                   | تاریخ ساخت     | وضعیت کنونی                 |
| ---- | ---------------------------- | ------------------------------------------------------------------------- | -------------- | --------------------------- |
| ۱    | کلیسای مریم مقدس (شیراز)     | شیراز                                                                     | ۱۶۶۲ میلادی    | تعطیل                       |
| ۲    | کلیسای استپانوس مقدس         | همدان                                                                     | ۱۶۷۶ میلادی    | نیمه دایر                   |
| ۳    | کلیسای گئورگ مقدس (بوشهر)    | بوشهر                                                                     | ۱۸۱۹ میلادی    | نیمه ویران (در حال بازسازی) |
| ۴    | کلیسای مریم مقدس (بندرانزلی) | بندرانزلی                                                                 | ۱۸۵۵ میلادی    | نیمه دایر                   |
| ۵    | کلیسای مسروپ مقدس (مشهد)     | مشهد                                                                      | ۱۹۴۱ میلادی    | تعطیل                       |
| ۶    | کلیسای مسروپ مقدس (اراک)     | اراک                                                                      | ۱۹۱۴ میلادی    | نیمه دایر                   |
| ۷    | کلیسای مسروپ مقدس (اهواز)    | اهواز                                                                     | ۱۹۶۸ میلادی    | دایر                        |
| ۸    | کلیسای گاراپت مقدس (آبادان)  | آبادان                                                                    | ۱۹۵۸ میلادی    | نیمه دایر                   |
| ۹    | کلیسای قلب مقدس مسیح         | کرمانشاه                                                                  | ۱۹۱۴ میلادی    | تعطیل                       |
| ۱۰   | کلیسای آنتوان مقدس           | استان مازندران-شهرک ساحلی "هایکاشن" واقع در فاصله بین شهرهای نور و علمده  | ۱۹۷۴ میلادی    | نیمه دایر                   |
| ۱۱   | کلیسای ارامنه معموره         | شهرستان بروجن، روستای معموره                                              | دوران قاجاریه  | تعطیل                       |
| ۱۲   | کلیسای سنندج                 | ضلع غربی خیابان نمکی و در محله قدیمی (آغه زمان)                           | اواخر صفویه    | نیمه دایر                   |
| ۱۳   | کلیسای شمعون غیور            | شیراز-خیابان زند، کوچه نوبهار، نزدیک مسجد مشیر و در کنار بازارچه ارمنی ها | دوره پهلوی اول | نیمه دایر                   |
| ۱۴   | کلیسای ارامنه نمره چهل       | محله نمره چهل ، مسجدسلیمان                                                | ۱۹۵۱ میلادی    | تعطیل                       |
| ۱۵   | کلیسای استپانوس مقدس         | رشت                                                                       | ۱۸۶۸ میلادی    | نیمه دایر                   |
| ۱۶   | کلیسای مقدس کرمان            | کرمان                                                                     | ۱۹۵۰ میلادی    | تعطیل                       |
| ۱۷   | کلیسای کوچک روستای قرق       | گرگان                                                                     | ۱۹۷۸ میلادی    | تعطیل                       |

۱۸. کلیسای امانوئل اراک 